# Carolina 500 1969
Carolina 500 1969 var ett stockcarlopp ingående i Nascar Grand National Series (nuvarande Nascar Cup Series) som kördes 9 mars 1969 på den 1,0 mile (1,609 km) långa ovalbanan North Carolina Motor Speedway i Rockingham i North Carolina. Totalt avverkades 500 miles (804,672 km) fördelat på 500 varv. Banunderlaget var asfalt. Loppet vanns av David Pearson i en Ford på tiden 4:52.22 körande för Holman Moody. Pearsons snitthastighet uppgick till 102,569 mph. Prispotten uppgick till 68 090 dollar, varav 16 150 dollar gick till segraren.

## Resultat
| Plc     | Nr | Förare             | Team/ bilägare              | Konstruktör | Start | Varv | Ledda varv |
| ------- | -- | ------------------ | --------------------------- | ----------- | ----- | ---- | ---------- |
| 1       | 17 | David Pearson      | Holman Moody                | Ford        | 1     | 500  | 311        |
| 2       | 22 | Bobby Allison      | Mario Rossi                 | Dodge       | 10    | 500  | 13         |
| 3       | 21 | Cale Yarborough    | Wood Brothers Racing        | Ford        | 11    | 498  | 65         |
| 4       | 99 | Paul Goldsmith     | Nichels Engineering         | Dodge       | 12    | 497  | 0          |
| 5       | 43 | Richard Petty      | Petty Enterprises           | Ford        | 5     | 492  | 0          |
| 6       | 27 | Donnie Allison     | Matthews Racing             | Ford        | 3     | 491  | 25         |
| 7       | 71 | Bobby Isaac        | K&K Insurance Racing        | Dodge       | 2     | 490  | 0          |
| 8       | 4  | John Sears         | DeWitt Racing               | Ford        | 15    | 489  | 0          |
| 9       | 48 | James Hylton       | Hylton Engineering          | Dodge       | 13    | 483  | 0          |
| 10      | 61 | Hoss Ellington     | Ellington Racing            | Mercury     | 22    | 469  | 0          |
| 11      | 39 | Friday Hassler     | Friday Hassler              | Chevrolet   | 28    | 462  | 0          |
| 12      | 32 | Dick Brooks        | Brooks Racing               | Plymouth    | 17    | 451  | 0          |
| 13      | 10 | Bill Champion      | Champion Racing             | Ford        | 18    | 448  | 0          |
| 14      | 25 | Jabe Thomas        | Robertson Racing            | Plymouth    | 16    | 444  | 0          |
| 15      | 82 | Dick Poling        | Mack Sellers                | Chevrolet   | 30    | 437  | 0          |
| 16      | 8  | Ed Negre           | Negre Racing                | Ford        | 42    | 437  | 0          |
| 17      | 76 | Ben Arnold         | Don Culpepper               | Ford        | 24    | 429  | 0          |
| 18      | 08 | E.J. Trivette      | E.C. Reid                   | Chevrolet   | 21    | 425  | 0          |
| 19      | 67 | Buddy Arrington    | Arrington Racing            | Dodge       | 19    | 424  | 0          |
| 20      | 34 | Wendell Scott      | Scott Racing                | Ford        | 23    | 423  | 0          |
| 21      | 26 | Earl Brooks        | Brooks Racing               | Ford        | 36    | 415  | 0          |
| 22      | 64 | Elmo Langley       | Langley-Woodfield Racing    | Ford        | 7     | 394  | 0          |
| 23      | 98 | LeeRoy Yarbrough   | Junior Johnson & Associates | Ford        | 6     | 387  | 3          |
| 24      | 9  | Roy Tyner          | Roy Tyner                   | Pontiac     | 35    | 383  | 0          |
| 25      | 03 | Richard Brickhouse | Dub Clewis                  | Plymouth    | 8     | 380  | 0          |
| 26      | 6  | Charlie Glotzbach  | Owens Racing                | Dodge       | 4     | 373  | 11         |
| 27      | 18 | Dick Johnson       | Dick Johnson                | Ford        | 29    | 371  | 0          |
| 28      | 49 | G.C. Spencer       | GC Spencer Racing           | Plymouth    | 25    | 307  | 0          |
| 29      | 70 | J.D. McDuffie      | McDuffie Racing             | Ford        | 40    | 284  | 0          |
| 30      | 19 | Henley Gray        | Harry Melton                | Ford        | 39    | 281  | 0          |
| 31      | 06 | Neil Castles       | Neil Castles                | Plymouth    | 31    | 266  | 0          |
| 32      | 47 | Cecil Gordon       | Seifert Racing              | Ford        | 38    | 266  | 0          |
| 33      | 80 | Frank Warren       | E.C. Reid                   | Chevrolet   | 20    | 265  | 0          |
| 34      | 23 | James Sears        | Paul Dean Holt              | Ford        | 37    | 247  | 0          |
| 35      | 86 | Dub Simpson        | Neil Castles                | Plymouth    | 32    | 243  | 0          |
| 36      | 45 | Bill Seifert       | Seifert Racing              | Ford        | 33    | 241  | 0          |
| 37      | 30 | Dave Marcis        | Milt Lunda                  | Dodge       | 27    | 202  | 0          |
| 38      | 3  | Buddy Baker        | Fox Racing                  | Dodge       | 9     | 183  | 72         |
| 39      | 33 | Wayne Smith        | Archie Smith                | Chevrolet   | 34    | 129  | 0          |
| 40      | 7  | Bobby Johns        | Shorty Johns                | Chevrolet   | 14    | 59   | 0          |
| 41      | 90 | Sonny Hutchins     | Donlavey Racing             | Ford        | 26    | 54   | 0          |
| 42      | 0  | Don Tarr           | Don Tarr                    | Chevrolet   | 41    | 48   | 0          |
| 43      | 29 | John Kennedy       | John Kennedy                | Dodge       | 43    | 28   | 0          |
| 44      | 93 | Walson Gardner     | Walson Gardner              | Ford        | 44    | 0    | 0          |
| Källor: |    |                    |                             |             |       |      |            |